# Motel California
Motel California – album zespołu Ugly Kid Joe wydany przez Metal Mind Productions w 1996 roku. Nazwa albumu jest parodią tytułu piosenki Hotel California zespołu The Eagles. Płytę wydała wytwórnia Castle Records.

## Lista utworów
1. "It's A Lie"
2. "Dialogue"
3. "Sandwich"
4. "Rage Against the Answering Machine"
5. "Would You Like To Be There"
6. "Little Red Man"
7. "Bicycle Wheels"
8. "Father"
9. "Undertow"
10. "Shine"
11. "Strange"
12. "12 Cents"